# 施特羅伊河 (法蘭克尼亞薩勒河支流)
50°20′37.7″N 10°15′22.6″E / 50.343806°N 10.256278°E

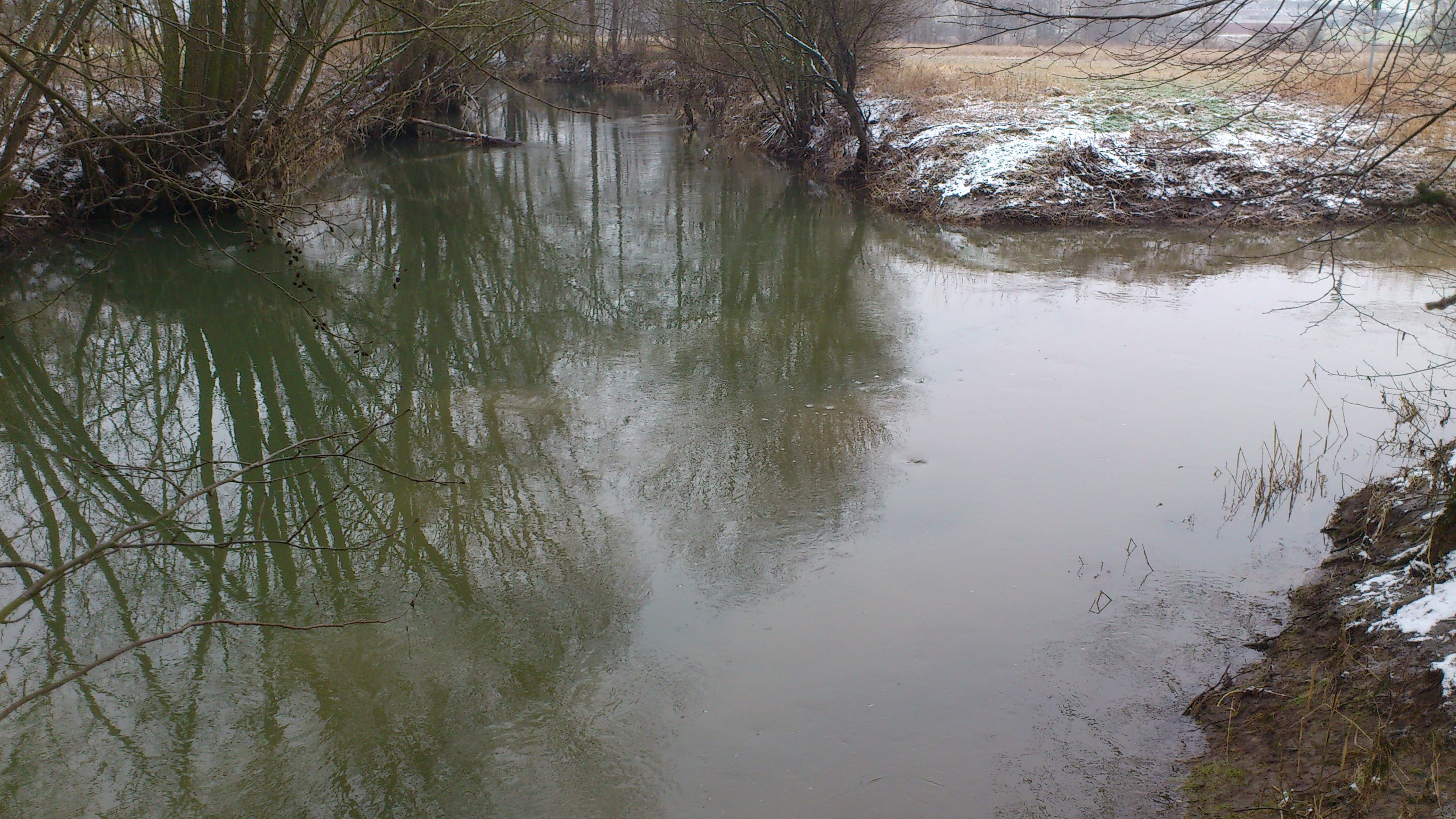

施特羅伊河是德國的河流，位於該國東南部，流經圖林根和巴伐利亞，屬於法蘭克尼亞薩勒河的右支流，河道全長41.9公里，流域面積447.9平方公里。